# Miss Tierra 2020
Miss Tierra 2020 fue la 20.ª edición del certamen Miss Tierra correspondiente al año 2020, la cual se llevó a cabo el 29 de noviembre de 2020, debido a la pandemia del COVID‑19 el concurso se realizó de manera virtual. Candidatas de 84 países y territorios del mundo compitieron por el título. Al final del certamen, Lindsey Coffey de Estados Unidos fue coronada Miss Tierra 2020.

## Resultados
| Resultados finales        | Candidata |
| ------------------------- | --- |
| Miss Tierra 2020          | - Estados Unidos - Lindsey Coffey |
| Miss Tierra - Aire        | - Venezuela - Stephany Zreik |
| Miss Tierra - Agua        | - Filipinas- Roxanne Allison Baeyens |
| Miss Tierra - Fuego       | - Dinamarca- Michala Rubinstein |
| Semifinalistas (Top 8)    | - Myanmar - Amara Shune Lei - Países Bajos - Tessa Le Conge - Polonia - Sabina Półtawska - Puerto Rico - Krystal Badillo |
| Cuartofinalistas (Top 20) | - Alemania - Annabella Fleck - Bielorrusia - Mariia Reznyuk - Costa de Marfil - Aya Kadjo - Costa Rica - Kelly Ávila - Japón - Anna Tode - Kenia - Fridah Kariuki - Nigeria - Gwenivere Chioma Ifeanyieze - Panamá - Anayansi De Gracia - Portugal - Ivanna Rohashko - Singapur - Christina Cai - Sudáfrica - Lungo Katete - Tailandia - Teeyapar Sretsirisuvarna |

## Relevancia histórica deMiss Tierra 2020

### Resultados
- Estados Unidos gana por primera vez el título.
- Venezuela se clasifica por decimoquinta vez en el cuadro de ganadoras.
- Filipinas se clasifica por decimotercera vez al cuadro de ganadoras.
- Dinamarca y Kenia se clasifican por segunda vez a la tabla de ganadoras.
- Filipinas y Países Bajos se clasifican por cuarto año consecutivo.
- Japón y Portugal se clasifican por tercer año consecutivo.
- Bielorrusia, Estados Unidos, Nigeria, Polonia, Puerto Rico y Tailandia se clasifican por segundo año consecutivo.
- Sudáfrica y Venezuela se clasificaron por última vez en 2018.
- Alemania y Costa Rica se clasificaron por última vez en 2012.
- Singapur se clasificó por última vez en 2009.
- Panamá se clasificó por última vez en 2006.
- Kenia se clasificó por última vez en 2002.
- Dinamarca se clasificó por última vez en 2001.
- Costa de Marfil y Myanmar se clasifican por primera vez.
- Colombia rompe con una racha de clasificaciones que mantenía desde el 2014.

## Actividades previas al concurso

### Medallistas
| Eventos                          | Eventos                          | Medalla de oro                     | Medalla de plata                  | Medalla de bronce |
| -------------------------------- | -------------------------------- | ---------------------------------- | --------------------------------- | ----------------- |
| Competencia de Trajes Nacionales |                                  |                                    |                                   |                   |
| África                           | Gwenivere Ifeanyieze Nigeria     | Emma Djentuh Ghana                 | Lungo Katete Sudáfrica            |                   |
| Asia y Oceanía                   | Thái Thị Hoa Vietnam             | Teeyapar Sretsirisuvarna Tailandia | Amara Shune Lei Birmania          |                   |
| Europa                           | Marta Lorenzo Morín España       | Kimbery Bosman Bélgica             | Yeranuhi Melikyan Armenia         |                   |
| América                          | Stephany Zreik Venezuela         | Thaís Bergamini Brasil             | Kelly Avila Mora Costa Rica       |                   |
|                                  |                                  |                                    |                                   |                   |
| Competencia de Vestidos de Noche |                                  |                                    |                                   |                   |
| África                           | Gwenivere Ifeanyieze Nigeria     | Nelvina Bakshya Mauricio           | Emma Djentuh Ghana                |                   |
| Asia y Oceanía                   | Roxanne Baeyens Filipinas        | Amara Shune Lei Birmania           | Thái Thị Hoa Vietnam              |                   |
| Europa                           | Sabina Poltawska Polonia         | Tessa le Conge Países Bajos        | Annabella Fleck Alemania          |                   |
| América                          | Lindsey Coffey Estados Unidos    | Krystal Badillo Puerto Rico        | Stephany Zreik Venezuela          |                   |
|                                  |                                  |                                    |                                   |                   |
| Competencia de Trajes de Baño    |                                  |                                    |                                   |                   |
| África                           | Aya Kadjo Costa de Marfil        | Lungo Katete Sudáfrica             | Gwenivere Ifeanyieze Nigeria      |                   |
| Asia y Oceanía                   | Amara Shune Lei Birmania         | Roxanne Baeyens Filipinas          | Safira Rumimper Indonesia         |                   |
| Europa                           | Tessa le Conge Países Bajos      | Annabella Fleck Alemania           | Sabina Poltawska Polonia          |                   |
| América                          | Stephany Zreik Venezuela         | Lindsey Coffey Estados Unidos      | Anayansi Cristel De Gracia Panamá |                   |
|                                  |                                  |                                    |                                   |                   |
| Competencia de Ropa Deportiva    |                                  |                                    |                                   |                   |
| África                           | Gwenivere Ifeanyieze Nigeria     | Lungo Katete Sudáfrica             | Danielle Chegue Wabo Camerún      |                   |
| Asia y Oceanía                   | Battogtokh Buyantogtokh Mongolia | Amara Shune Lei Birmania           | Roxanne Baeyens Filipinas         |                   |
| Europa                           | Yuliana Deryagina Rusia          | Tessa le Conge Países Bajos        | Ivanna Rohashko Portugal          |                   |
| América                          | Stephany Zreik Venezuela         | Lindsey Coffey Estados Unidos      | Denise Gloren Guelos Canadá       |                   |
|                                  |                                  |                                    |                                   |                   |
| Talento (Canto)                  |                                  |                                    |                                   |                   |
| África                           | Lungo Katete Sudáfrica           | Gwenivere Ifeanyieze Nigeria       | Chloë Bienvenu Reunión            |                   |
| Asia y Oceanía                   | Nisay Heng Camboya               | Suzy Nielsen Nueva Zelanda         | Meghna Alam Bangladés             |                   |
| Europa                           | Anette Müürsepp Estonia          | Ella Baker-Roberts Reino Unido     | Eileen O'Donnell Irlanda          |                   |
| América                          | Lindsey Coffey Estados Unidos    | Catherine Harris Jamaica           | Natalhia Escobar Paraguay         |                   |
|                                  |                                  |                                    |                                   |                   |
| Talento (Creativo)               |                                  |                                    |                                   |                   |
| África                           | Robell Hovers Liberia            | Emma Djentuh Ghana                 | Tinokunda Moyo Zimbabue           |                   |
| Asia y Oceanía                   | Anna Tode Japón                  | Amara Shune Lei Birmania           | Dayana Soulayman Líbano           |                   |
| Europa                           | Tessa le Conge Países Bajos      | Yuliana Deryagina Rusia            | Tatiana Usatii Rumania            |                   |
| América                          | Mary Cardona Honduras            | Kelly Avila Mora Costa Rica        | Stephany Zreik Venezuela          |                   |
|                                  |                                  |                                    |                                   |                   |
| Talento (Baile)                  |                                  |                                    |                                   |                   |
| África                           | Fridah Kariuki Kenia             | Muka Mimi Hamoonga Zambia          | Aya Kadjo Costa de Marfil         |                   |
| Asia y Oceanía                   | Roxanne Baeyens Filipinas        | Christina Cai Singapur             | Romane Dananjani Sri Lanka        |                   |
| Europa                           | Marta Lorenzo Morín España       | Ivanna Rohashko Portugal           | Adrijana Ojsteršek Eslovenia      |                   |
| América                          | Denise Gloren Guelos Canadá      | Gabriela Castillo Guatemala        | Lorraine Sosa Uruguay             |                   |

## Jurado final
- Patricia Zavala - Cantante y presentadora de televisión latinoamericana.
- Hassan Eltigani Malik - presidente de la Organización de las Naciones Unidas para el Desarrollo Industrial.
- Natalia Barulich - DJ, modelo y cantante internacional.
- Iskandar Widjaja - Violinista.
- Jewel Lobaton - ganadora de Binibining Pilipinas 1998.
- Michael Ma - restaurador.

## Candidatas
84 candidatas fueron confirmadas para participar en Miss Tierra 2020:
(En la lista se utiliza su nombre completo, los sobrenombres van entrecomillados y los apellidos utilizados como nombre artístico, entre paréntesis; fuera de ella se utilizan sus nombres «artísticos» o simplificados).
| País/Territorio                      | Candidata                           | Edad | Residencia                 |
| ------------------------------------ | ----------------------------------- | ---- | -------------------------- |
| Alemania                             | Annabella Pamela Fleck              | 23   | Múnich                     |
| Argentina                            | Estrella Danieri                    | 21   | Formosa                    |
| Armenia                              | Yeranuhi Melikyan                   | 28   | Ereván                     |
| Australia                            | Brittany Dickson                    | 25   | Sídney                     |
| Austria                              | Nadine Anna Pfaffeneder             | 19   | Viena                      |
| Bangladés                            | Meghna Alam                         | 25   | Daca                       |
| Bélgica                              | Kimbery Bosman                      | 22   | Beveren                    |
| Bielorrusia                          | Mariia Rezniuk                      | 27   | Minsk                      |
| Bolivia                              | Valentina Pérez Medina              | 23   | Sucre                      |
| Bosnia y Herzegovina                 | Amina Hasanbegović                  | 20   | Sarajevo                   |
| Brasil                               | Thaís Bergamini                     | 27   | Manaus                     |
| Burkina Faso                         | Bassané Amira Naïmah                | 20   | Uagadugú                   |
| Camboya                              | Nisay Heng                          | 24   | Nom Pen                    |
| Camerún                              | Danielle Chegue Wabo                | 27   | Duala                      |
| Canadá                               | Denise Gloren Guelos                | 25   | Surrey                     |
| Chile                                | Macarena Quinteros Tapia            | 22   | Punta Arenas               |
| China                                | Jie Ding                            | 25   | Shandong                   |
| Colombia                             | Natalia Andrea Romero Restrepo      | 26   | Tuluá                      |
| Costa de Marfil                      | Aya Kadjo                           | 24   | Yamusukro                  |
| Costa Rica                           | Kelly Ávila Mora                    | 22   | San José                   |
| Croacia                              | Stefanie Topic                      | 24   | Zagreb                     |
| Dinamarca                            | Michala Petrovna Rubinstein         | 27   | Copenhague                 |
| Ecuador                              | Gabriela Yalitza Monsalve Rivera    | 24   | Calceta                    |
| Eslovenia                            | Adrijana Ojsteršek                  | 24   | Liubliana                  |
| España                               | Marta Lorenzo Morín                 | 24   | Las Palmas de Gran Canaria |
| Estados Unidos                       | Lindsey Marie Coffey                | 28   | Brownsville                |
| Estonia                              | Anette Müürsepp                     | 19   | Tallin                     |
| Filipinas                            | Roxanne Allison Agnaonao Baeyens    | 23   | Baguio                     |
| Finlandia                            | Emilia Lepomäki                     | 22   | Vantaa                     |
| Francia                              | Léa Llorens                         | 26   | París                      |
| Ghana                                | Emmaryn Roxanne Djentuh             | 25   | Acra                       |
| Grecia                               | Maria Fotou                         | 23   | Arta                       |
| Guadalupe                            | Leïla Rose Rosette                  | 25   | Terre-de-Haut              |
| Guatemala                            | Cindy Gabriela Castillo Alarcón     | 23   | Ciudad de Guatemala        |
| Guyana                               | Cintiana Harry                      | 28   | Berbice                    |
| Honduras                             | Mary Cruz Cardona Galindo           | 20   | Tela                       |
| India                                | Tanvi Nitin Kharote                 | 22   | Pune                       |
| Indonesia                            | Safira Reski Ramadhanti Rumimper    | 22   | Manado                     |
| Irlanda                              | Eileen Mary O'Donnell               | 27   | Creggan                    |
| Islandia                             | Dagbjört Rúriksdóttir               | 26   | Reikiavik                  |
| Islas Marianas del Norte             | Maria Lael Terlaje                  | 19   | Saipán                     |
| Islas Vírgenes de los Estados Unidos | Isabella Bennett                    | 25   | Carlota Amalia             |
| Italia                               | Giulia Ragazzini                    | 25   | Roma                       |
| Jamaica                              | Catherine Harris                    | 23   | Kingston                   |
| Japón                                | Anna Tode                           | 20   | Saitama                    |
| Kenia                                | Fridah Kariuki                      | 22   | Embu                       |
| Líbano                               | Dayana Soulayman                    | 18   | Biblos                     |
| Liberia                              | Robell Hovers                       | 19   | Gbarnga                    |
| Mauricio                             | Saroshna Takayanagi                 | 24   | Pamplemousses              |
| México                               | Graciela Natali Ballesteros Castro  | 26   | Monclova                   |
| Moldavia                             | Elvira Jain                         | 28   | Chisináu                   |
| Mongolia                             | Britta Battogtokh Buyantogtokh      | 28   | Ulán Bator                 |
| Montenegro                           | Ana Miljanic                        | 24   | Cetiña                     |
| Myanmar                              | Amara Shune Lei                     | 24   | Rangún                     |
| Nigeria                              | Gwenivere Chioma Ifeanyieze         | 22   | Enugu                      |
| Noruega                              | Nora Emilie Nakken                  | 22   | Trondheim                  |
| Nueva Zelanda                        | Suzy Ann Nielsen                    | 18   | Tauranga                   |
| Países Bajos                         | Tessa Helena Le Conge               | 26   | Arnhem                     |
| Pakistán                             | Areej Chaudhary                     | 24   | Islamabad                  |
| Panamá                               | Anayansi Cristel De Gracia          | 20   | Chiriquí                   |
| Paraguay                             | Natalhia Escobar Jiménez            | 24   | Alto Paraná                |
| Perú                                 | Kelly Dayana Dávila                 | 26   | Lima                       |
| Polonia                              | Sabina Półtawska                    | 21   | Szczecin                   |
| Portugal                             | Ivanna Rohashko                     | 24   | Vila Real                  |
| Puerto Rico                          | Krystal Badillo Pagan               | 25   | Canóvanas                  |
| Reino Unido                          | Ella Baker-Roberts                  | 24   | Canterbury                 |
| República Dominicana                 | María Altagracia Villalona Núñez    | 24   | Santo Domingo              |
| Reunión                              | Cloë Bienvenu                       | 21   | Bras-Panon                 |
| Rumania                              | Tatiana Usatii                      | 28   | Bucarest                   |
| Rusia                                | Yuliana Deryagina                   | 22   | Arcángel                   |
| Serbia                               | Sandra Milenković                   | 20   | Belgrado                   |
| Sierra Leona                         | Nadiatejanatu Mansaray              | 24   | Freetown                   |
| Singapur                             | Christina Cai                       | 21   | Ciudad de Singapur         |
| Siria                                | Tiya Alkerdi                        | 23   | Alepo                      |
| Sri Lanka                            | Romane Dananjani                    | 20   | Negombo                    |
| Sudáfrica                            | Lungo Katete                        | 23   | Johannesburgo              |
| Suecia                               | Gabriella Lomm Mann                 | 25   | Estocolmo                  |
| Tailandia                            | Teeyapar “Nampetch” Sretsirisuvarna | 28   | Bangkok                    |
| Uganda                               | Priscillah Mary Mbabazi             | 22   | Kampala                    |
| Uruguay                              | Lorena Sosa                         | 23   | Treinta y Tres             |
| Venezuela                            | Stephany Karina Zreik Torres        | 24   | Valencia                   |
| Vietnam                              | Thái Thị Hoa                        | 26   | Gia Lai                    |
| Zambia                               | Muka Mimi Hamoonga                  | 23   | Lusaka                     |
| Zimbabue                             | Tinokunda Moyo                      | 24   | Gweru                      |

### Abandonos
Grecia - Niki Alexandridou, ganadora de Miss Earth Greece 2020, renunció a su título por motivo desconocido, por lo que, Maria Fotou fue elegida como la nueva Miss Earth Greece 2020.
 Honduras - Andrea Nuñez fue reemplazada por Mary Cruz Cardona Galindo como la nueva Miss Earth Honduras 2020 por razón desconocida.
 Líbano - Stephanie Dash Karam Tovar fue reemplazada oficialmente por Dayana Soulayman debido a sus exámenes finales en su universidad.
 Nueva Zelanda - Suzy Nielsen reemplazó a Charlise Hammond ya que decidió renunciar a su reinado como Miss Earth Nueva Zelanda 2020.
 Pakistán - Arooj Bokhari fue reemplazada por Areej Chaudhary como la nueva Miss Earth Pakistán 2020 por razón desconocida.
 Portugal - Camila Vitorino, ganadora de Miss Earth Portugal 2020, renunció a su título por motivos personales, por lo que, Ivanna Rohashko fue elegida como la nueva Miss Earth Portugal 2020.
 República Dominicana - Jessica Rose Polanco Díaz, Miss Earth Dominican Republic 2020, renunció a su título por motivos de salud. María Villalona la reemplazó por dicho título.
 Zambia - Yamutika Violet Nalwenga, la ganadora de Miss Earth Zambia 2020 se retiró de la competencia por motivos personales. En su lugar entra la finalista del concurso, Muka Mimi Hamoonga.

## Datos acerca de las delegadas
- Algunas de las delegadas del Miss Tierra 2020 han participado, o participarán, en otros certámenes internacionales de importancia:
  - Annabella Pamela Fleck (Alemania) fue semifinalista de  Miss Europa 2019.
  - Yeranuhi Melikyan (Armenia) participó sin éxito en Miss Tourism Queen of the Year Internacional 2015.
  - Valentina Pérez Medina (Bolivia) participó sin éxito en Miss Internacional 2019.
  - Amina Hasanbegović (Bosnia y Herzegovina) fue semifinalista en Miss Turismo Mundo 2019.
  - Nisay Heng (Camboya) participó sin éxito en Miss Cosmopolitan World 2016.
  - Danielle Chegue Wabo (Camerún) fue primera finalista en Miss Union Africaine 2018.
  - Denise Gloren Guelos (Canadá) participó sin éxito en Miss Supranacional 2019.
  - Kelly Ávila Mora (Costa Rica) fue ganadora del Reinado Internacional de la Ganadería 2016.
  - Marta Lorenzo Morín (España) participó sin éxito en Miss Eco Internacional 2017 y fue primera finalista en World Beauty Queen 2018.
  - Anette Müürsepp (Estonia) participó sin éxito en The Miss Globe 2019.
  - Roxanne Allison Agnaonao Baeyens (Filipinas) fue primera finalista en Miss Tourism and Culture Universe 2019.
  - Emilia Lepomäki (Finlandia) participará en Miss Eco Internacional 2021.
  - Cindy Gabriela Castillo Alarcón (Guatemala) participó sin éxito en Miss Internacional 2018.
  - Mary Cruz Cardona Galindo (Honduras) fue ganadora de Miss Costa Maya Internacional 2018.
  - Giulia Ragazzini (Italia) participó sin éxito en Miss World Next Top Model 2019.
  - Graciela Natali Castro Ballesteros (México) fue semifinalista en Miss Polo Internacional 2019.
  - Elvira Jain (Moldavia) participó sin éxito en Miss Turismo Internacional 2009.
  - Battogtokh Buyantogtokh (Mongolia) participó sin éxito en Miss Grand Internacional 2014 y Miss Supranacional 2016.
  - Ana Miljanic (Montenegro) participó sin éxito en Miss Eco Internacional 2019.
  - Tessa le Conge (Países Bajos) fue ganadora de Miss Asia Pacífico Internacional 2016.
  - Natalhia Escobar Jiménez (Paraguay) fue ganadora de Miss Beauty Internacional 2014 y participó sin éxito en Miss América Latina del Mundo 2018.
  - Kelly Dávila (Perú) fue ganadora de Miss Expoworld 2013, Teen Best Model of the Universe 2013, Miss Hispanoamérica Internacional 2015, Miss Turismo Continental 2017 y Miss Continente Americano 2018.
  - Ivanna Rohashko (Portugal) participó sin éxito en Miss Intercontinental 2019.
  - Gabriella Lomm Mann (Suecia) participó sin éxito en Top Model of the World 2019 representando a Noruega.
  - Teeyapar Sretsirisuvarna (Tailandia) fue primera finalista en Miss City Tourism Internacional 2017, finalista en Global Charity Queen 2018, semifinalista en Miss Asia 2018 y cuartofinalista en Miss Tierra 2019.
  - Lorena Sosa (Uruguay) fue virreina en Reina de las Américas 2020.
  - Emilia Lepomäki (Finlandia) participó sin éxito en Miss Eco Internacional 2021 y participará en Miss Mundo 2021.
- Algunas de las candidatas nacieron o viven en otro país al que representarán, o bien, tienen un origen étnico distinto:
  - Kimbery Bosman (Bélgica) es de ascendencia filipina.
  - Denise Gloren Guelos (Canadá) es de ascendencia filipina.
  - Michala Petrovna Rubinstein (Dinamarca) es de ascendencia ucraniana e israelí.
  - Roxanne Allison Agnaonao Baeyens (Filipinas) es de ascendencia belga.

## Sobre los países de Miss Tierra 2020

### Naciones debutantes
- Bangladés
- Burkina Faso
- Siria

### Naciones ausentes
- Botsuana
- Corea
- Crimea
- Fiyi
- Guam
- Haití
- Hungría
- Inglaterra
- Irlanda del Norte
- Israel
- Kazajistán
- Malasia
- Malta
- Nepal
- Papúa Nueva Guinea
- República Checa
- República Eslovaca
- Ruanda
- Sudán del Sur
- Tonga
- Ucrania

### Naciones que regresan a la competencia
Compitió por última vez en 2005:
- Reino Unido

Compitió por última vez en 2007:
- Islandia

Compitió por última vez en 2010:
- Jamaica

Compitió por última vez en 2011:
- Estonia

Compitió por última vez en 2012:
- Finlandia

Compitió por última vez en 2013:
- Costa de Marfil

Compitió por última vez en 2015:
- Noruega

Compitió por última vez en 2016:
- Uruguay

Compitieron por última vez en 2017:
- Líbano
- Pakistán
- Uganda

Compitieron por última vez en 2018:
- Grecia
- Irlanda
- Moldavia
- Rumania
- Sri Lanka
- Suecia